# Běluňka
Běluňka dříve zvaná Černý potok (německy Belaun) je levostranný přítok řeky Labe, pramení ve vsi Střítež a vlévá se do Labe v obci Heřmanice.

## Průběh toku
Běluňka pramení ve vsi Střítež v Úpické pahorkatině (Trutnovská pahorkatina, Podkrkonošská pahorkatina) jižně od vrchu Hranná (555 m). Nejprve teče k jihovýchodu ke Studenci a následně stáčí svůj tok k jihozápadu k usedlostem Na Kyjích, kde přibírá zprava Hajnický potok, a k Nesyté, kde vstupuje do Kocbeřského hřbetu (Kocléřovský hřbet, Zvičinsko-kocléřovský hřbet) a kde teče k jihu. Horní tok Běluňky se nazývá Nesytský potok, protože pramení severně od osady Nesytá.
U osady Běluň stáčí svůj tok opět k jihovýchodu, protéká osadou Žďár – jihozápadní částí obce Brzice, a následně i obcí Chvalkovice, zde se část jejího toku vlévá do Dlabolovy přehrady a poté se říčka dostává do Českoskalické tabule (Úpsko-metujská tabule, Orlická tabule) a stáčí svůj tok k jihozápadu. Severně od Sebuče se stáčí opačným směrem. Poté protéká vsí Krabčice, osadou Běluň a vytváří obecní hranici mezi obcí Heřmanice a městem Jaroměř. U Polcovského Dvora se dostává do Jaroměřské kotliny (Královéhradecká kotlina/Východolabská niva, Východolabská tabule). Pod Polcovským Dvorem odvádí část svých vod do Jaroměřského rybníka. Jižně od Heřmanic se vlévá do Labe.

## Povodí
Povodí má rozlohu 47,2 km². Nejvyšším bodem povodí Běluňky je Liščí hora (612 m).

## Turistické trasy
Dolní tok provází mezi Harcovem a Chvalkovicemi červená turistická trasa a z Chvalkovic do Jaroměře - Končin (207 m) modrá turistická trasa.

## Sídla na vodním toku
- Střítež
- Nesytá
- Harcov
- Žďár
- Běluň
- Výhled
- Chvalkovice
- Krabčice
- Heřmanice